# Teodor Loredan Balbi
Teodor Loredano Balbi (Krk, 7. studenog 1745. – Novigrad, 23. svibnja 1831.), posljednji novigradski biskup. Iz plemićkih obitelji Loredan i Balbi.
Doktorirao je teologiju u Padovi. Bio je kanonik, prosinodalni ispitivač, inkvizitor u Puli, a za biskupa je pomazan 1795. godine. Nakon Bečkoga kongresa obavljao je vizitacije u porečkoj i pulskoj biskupiji kao jedini biskup nazočan u Istri.